# Князєв Всеволод Сергійович
Всеволод Сергійович Князєв (25 травня 1979 , Миколаїв, Українська РСР, СРСР ) — колишній український суддя, правник, Голова Верховного Суду з 1 грудня 2021 року по 16 травня 2023 року.
Втратив посаду голови суду після затримання НАБУ у зв'язку з отриманням хабара у $2,7 млн. Звільнений Вищою радою правосуддя з посади судді 6 серпня 2024 року.

## Життєпис
Народився 25 травня 1979 року в Миколаєві, де закінчив гуманітарний інститут Українського морського технічного університету (2001) та Одеську національну юридичну академію (2002).
2001 року отримав право займатися адвокатською діяльністю, дія якого була зупинена у 2013 році. Працював юрисконсультом, викладачем Національного університету кораблебудування імені адмірала Макарова, адвокатом.
З 2013 року почав працювати суддею Миколаївського окружного адміністративного суду, а 2015 року став головою цього суду.
Всеволод Князєв став суддею Касаційного адміністративного суду Верховного Суду, утвореного після реформи 2016 року. В процесі конкурсу Громадська рада доброчесності не надала щодо нього висновку про недоброчесність і не визначила щодо нього жодного індикатора недоброчесності, тобто не вважала його недоброчесним. Водночас, ГРД надала інформацію про окремі обставини кандидата (деяке майно записане на тестя без достатніх джерел доходів; висловлювався проти кардинального оновлення суддівського корпусу).
12 грудня 2017 року Князєва обрано секретарем Великої Палати Верховного Суду.
22 жовтня 2021 року Пленум Верховного Суду таємним голосуванням обрав нового голову цієї інституції. Ним став Князєв, за якого віддали свої голоси 98 колег. Він почав здійснювати повноваження з 1 грудня.
Кандидат юридичних наук (2011), доцент (2014), доктор юридичних наук, професор (2021). Автор низки наукових публікацій.

## Розслідування і наслідки
15 травня 2023 р. НАБУ й САП затримали Князєва при отриманні хабаря у $2,7 млн за рішення на користь олігарха Костянтина Жеваго. За версією слідства, 15 березня мало відбутися судове засідання, яке перенесли для затягування часу та збору грошей, а 19 квітня суд виніс потрібне рішення.
16 травня директор НАБУ Семен Кривонос повідомив, що за допомогою детектива під прикриттям було зафіксовано контакти власника групи «Фінанси та кредит» щодо передачі неправомірної вигоди за ухвалення бажаного судового рішення. У пресслужбі Жеваго заявили про його непричетність до неправомірний дій. Того ж дня голові ВС та його спільнику адвокату повідомили про підозру. Князєв виявився найвищим за статусом чиновником України, спійманим на хабарі. Пленум Верховного Суду достроково припинив повноваження голови ВС Всеволода Князєва внаслідок висловлення йому недовіри.
18 травня Вища рада правосуддя надала згоду на утримання екс-голови Верховного Суду під вартою. Того ж дня слідчий суддя Вищого антикорупційного суду обрав йому запобіжний захід у вигляді тримання під вартою з альтернативою внесення 107,360 млн грн застави; строк дії запобіжного заходу — до 14 липня; підозрюваного взято під варту в залі суду.
31 травня ВАКС задовольнив прохання захисту та зменшив альтернативну заставу зі 107,3 до 75 мільйонів гривень. У вересні ВАКС зменшив заставу до 55 млн грн.
3 вересня розслідування було завершено, дії Князєва кваліфіковано за ч. 4 ст. 368 КК України (Прийняття пропозиції, обіцянки або одержання неправомірної вигоди службовою особою, в особливо великому розмірі, або вчинене службовою особою, яка займає особливо відповідальне становище). Інший підозрюваний у справі, адвокат Олег Горецький, пішов на угоду зі слідством, визнавши провину. Йому змінили обвинувачення з ст. 368 (одержання неправомірної вигоди) на ст. 369 (надання неправомірної вигоди).
НАЗК склало протокол про можливу корупцію на Князєва за те, він отримував подарунок у вигляді оренди квартири площею 133 м2 на Липках у Печерському районі Києва за неринковою ціною в 1000 грн на місяць. Суд залишив Князєва під вартою до 9 грудня, зменшивши заставу з 45 до 35 млн грн. Згодом Апеляційна палата відмовила у задоволенні скарги на продовження арешту. Згодом розмір застави ще декілька разів переглядався в сторону зменшення.
27 грудня Печерський суд Києва визнав Князєва винним у порушенні обмежень щодо подарунків (незаконний подарунок полягає в оренді квартири за істотно зниженою ціною). За повідомленням пресслужби НАЗК, суд зобов'язав його сплатити штраф у 2 550 грн та конфіскував подарунок вартістю 906 600 грн.
30 січня 2024 заставу було зменшено до 18,2 млн грн, а 31 січня Князєва було звільнено з-під варти після внесення застави, його зобов'язали не відлучатися з Києва без дозволу, здати паспорт для виїзду за кордон, носити електронний засіб контролю. Оскільки Князєв продовжував обіймати посаду судді Верховного суду, він і далі отримував заробітну плату. У випадку відсторонення, він мав би до звільнення отримувати заробітну плату без надбавок.
4 квітня 2024 року Вища рада правосуддя одностайно відсторонила Князєва від здійснення правосуддя до набрання вироком суду законної сили або закриття кримінального провадження.
26 квітня все майно та рахунки Князєва були заарештовані виконавчою службою для забезпечення стягнення 906 тис. грн незаконно отриманого подарунка.
27 травня ВАКС через «проблеми зі здоров'ям» зняв електронний браслет із Князєва, продовживши термін дії обов'язків до 27 липня.
17 червня Перша Дисциплінарна палата Вищої ради правосуддя вирішила притягнути Князєва до дисциплінарної відповідальності у виді подання про звільнення судді з посади. Це рішення було підтримане Вищою радою правосуддя 18 липня. Велика палата Верховного суду залишила в силі рішення ВРП 12 грудня.
10 липня правоохоронці зупинили легковий автомобіль, в якому Князєв перебував пасажиром, поблизу села Солотвино на Закарпатті, неподалік кордону з Румунією. Князєв заявив, що знаходиться на відпочинку.
17 липня ВАКС продовжив Князєву строк процесуальних обов'язків до 17 вересня 2024 року, зокрема, це стосувалося здачі всіх наявних паспортів для виїзду за кордон.
6 серпня ВРП звільнила В. Князєва з посади судді Касаційного адміністративного суду у складі Верховного Суду за вчинення істотного дисциплінарного проступку, що є несумісним зі статусом судді — а саме, прийняття незаконного подарунка вартістю 906 тис. грн.
28 серпня ВАКС почав розгляд справи про хабарництво по суті.
26 травня 2025 року Вищий антикорупційний суд продовжив до 21 липня обов'язки щодо Князэва: прибувати за кожною вимогою; не відлучатися за межі України без дозволу; повідомляти про зміну місця проживання та/або роботи; утримуватися від спілкування засудженим Олегом Горецьким та підозрюваним Костянтином Жевагом, а також свідками;

## Родина
- Дружина Князєва Юлія Анатоліївна — приватний нотаріус. Дочка Вікторія і син Володимир[1][55].
- Кум — Горбуров Кирил Євгенович, нотаріус, фігурант корупційної справи[56].